# La pianta del tè
La pianta del tè è il decimo album discografico di Ivano Fossati, pubblicato nel 1988.

## Tracce
Testi e musiche di Ivano Fossati.
1. La pianta del tè – 5:52
2. Terra dove andare – 3:35
3. L'uomo coi capelli da ragazzo – 3:37
4. La volpe (duetto con Teresa De Sio) – 3:41
5. La pianta del tè (parte seconda) – 3:44
6. Questi posti davanti al mare (terzetto con Fabrizio De André e Francesco De Gregori) – 4:36
7. Le signore del ponte-lance – 2:12
8. Chi guarda Genova – 6:03
9. La costruzione di un amore – 4:19
10. Caffè lontano – 2:53

## Formazione
- Ivano Fossati: voce, pianoforte e tastiera, chitarra acustica ed elettrica, mandolino, cetra
- Uña Ramos: antara, quena in La pianta del tè - (parte prima) e (parte seconda)
- Beppe Quirici: basso (cinque corde e fretless)
- Elio Rivagli: batteria, programmazione ritmica e percussioni
- Gilberto Martellieri: tastiera in L'uomo coi capelli da ragazzo e Chi guarda Genova
- Vincenzo Zitello: arpa celtica in Caffè lontano
- Fabrizio De André, Francesco De Gregori: voce in Questi posti davanti al mare'
- Teresa De Sio: voce in La volpe